# Ellingpigen
Ellingpigen er et moselig fra jernalderen omkring  200 f.Kr., fundet 1938 i Bjældskovdal omkring 10 km vest for Silkeborg. Det var landmand Jens Zakariassen, der mens han gravede efter tørv, stødte på noget, han i første omgang antog var et dyr, der var druknet i mosen. Dyret viste sig dog at have et vævet uld-bælte om livet og var et arkæologisk fund.
Moseliget blev bragt til undersøgelse på Nationalmuseet i København. Liget var iført en fåreskindkappe, og benene var omviklet med et tæppe af koskind. Bagsiden af liget var meget velbevaret, mens forsiden var så medtaget, at man ikke kunne se, om det var en mand eller en kvinde. Bag på hovedet var håret samlet i en kunstfærdig, omkring 80 cm lang treflettet hårpisk eller fletning, der afsluttedes med en knude. Ellingpigen, som fundet blev navngivet, var angiveligt blevet hængt i en alder af ca. 25 år, og hendes lig lagt i mosen. 
Omkring 80 meter fra Ellingpigen fandt man senere, i 1950, det i dag berømte moselig af Tollundmanden, der også var blevet hængt, før han blev nedlagt i mosen. Begge er angiveligt samtidige, fra omkring 280 f.Kr. i henhold til kulstof 14 dateringer foretaget i 1970'erne, og de udstillet på Silkeborg Museum, hvor der er opbygget en jernalderudstilling med blandt andet kopier af klædedragter og datidens frisurer, rekonstuktioner af en jernudvindingsovn samt andre fund fra den tidlige jernaldertid, som Ellingpigen og Tollundmandmanden levede i.

## Dødsårsagen
Ellingpigen er øjensynligt blevet hængt. Allerede da hun blev fundet,  var en "hængningsfure" omkring halsen, og med sig i graven havde hun en læderstrikke, hvis bredde svarer til furen.
Der kunne ikke konstateres andre dødsårsager. Hun havde ingen andre kvæstelser eller sygdomstegn.

## Personen
Den døde var en kvinde på omkring 25-30 år.

## Frisuren
Frisuren er ret kompliceret og kræver et hår af omkring en meters længde.
Håret er først blevet redt bagud over issen og flettet i en treslået fletning. Den er ført midt over hovedet om i nakken. Her er håret opdelt i syv snoede piske, som er sammenlagt i tre bundter, hvoraf to på to og en på tre piske, som fortsætter ca. 30 cm ned ad ryggen og lukkes med en knude, muligvis med løst hængende ender. Fletningens samlede længde er 80 cm.
Fletningen er så samlet i en nakkeknold ved at sno den løsthængende del to gange om den, der går fra isse til nakke. Resten udgør en fri ende på omkring 50 cm.

## Klædedragten
Klædedragten består af to dele: et slag over skuldrene og et omkring benene.
Skulderslaget var af fåreskind. Det var sammensat af flere stykker og formet så det fra skuldrene blev bredere nedad. Skindstykkerne var syet sammen med en fin spunden tråd. Der var lavet kastesting, som på ydersiden fremtræder som en zig-zagsøm. Et enkelt sted ser der ud til at være foretaget en reparation, udført med sømmesting og med brug af en kraftig lædertråd. Slagets forkant er blevet forstærket ved, at skindet er blevet lagt dobbelt. I halsrundingen er der små huller til en lædersnøre, der har holdt kappen sammen. Slaget har nået pigen omtrent til knæene.
Klædet omkring benene var en kohud syet med samme grove teknik som reparationen.
Endelig havde hun et bælte af spundet fåreuld, 4 cm bredt og 67 cm langt.

## Omstændighederne
Begravelsen og beklædningen tyder ikke på, at der var tale om en fattig eller en kriminel. Snarere kan der være tale om en menneskeofring. Fra den langt senere romerske forfatter Tacitus, der skrev omkring 100 e.Kr., vides, at germanerne dyrkede gudinden Nerthus (forklaret som Moder Jord) og ofrede til hende. Forholdene lader sig dog ikke entydigt tolke inden for denne forklaringsramme, så der knytter sig stor usikkerhed til denne forklaring.